# Forte de Baguia

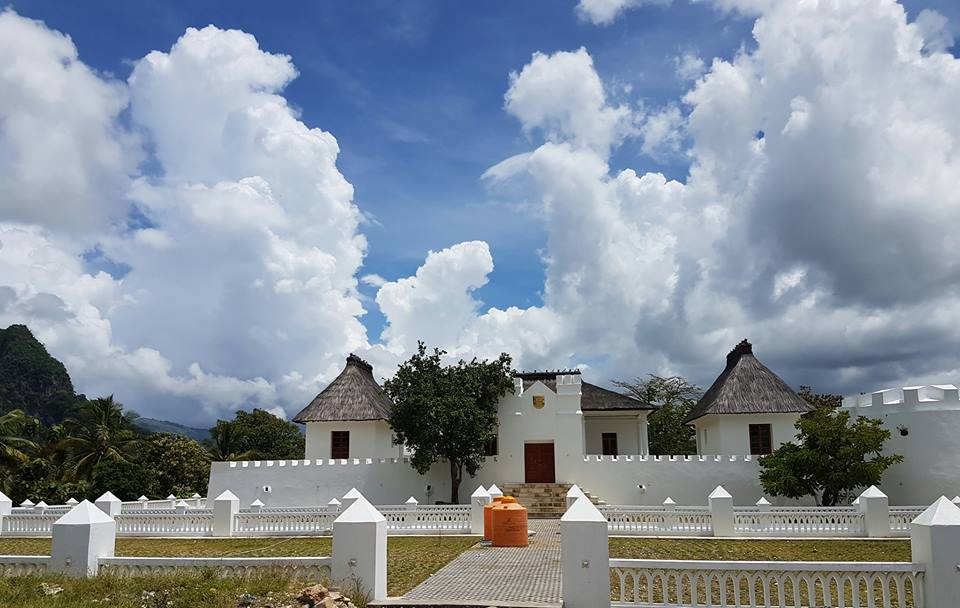
Das Fort nach der Renovierung

Das Forte de Baguia ist ein portugiesisches Fort im osttimoresischen Ort Baguia (Suco Alawa Craik, Gemeinde Baucau).
Das Fort besteht aus einer Innenmauer, die ein Rechteck umschließt, in dem sich drei Gebäude befinden. An zwei Ecken der Mauer stehen zwei Rundtürme. Um die Innenmauer befindet sich ein zweiter Verteidigungsring, der die Hanglage als weiteren Schutz ausnutzt. Über eine Brücke gelangt man über den Graben an der Frontseite. Das vorgelagerte Gelände ist nochmals umzäunt.

## Geschichte
Das Fort wurde 1912 errichtet.

Der Bau des Forts (1912)

Während der Viqueque-Rebellion Anfang Juni 1959 versuchten Aufständische das Fort einzunehmen. Die weniger als hundert Rebellen wurden aber von Berufssoldaten der primeira linha, die auch über ein Maschinengewehr verfügten, zurückgeschlagen.
Das Fort wurde 2014 renoviert, nachdem es stark verfallen war. Heute befindet sich im Fort eine Herberge.

Das Fort im Jahre 1920
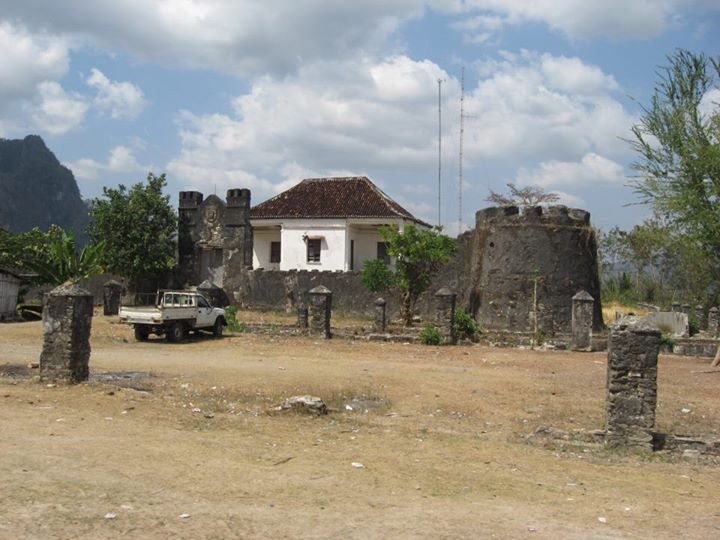
Vor der Renovierung
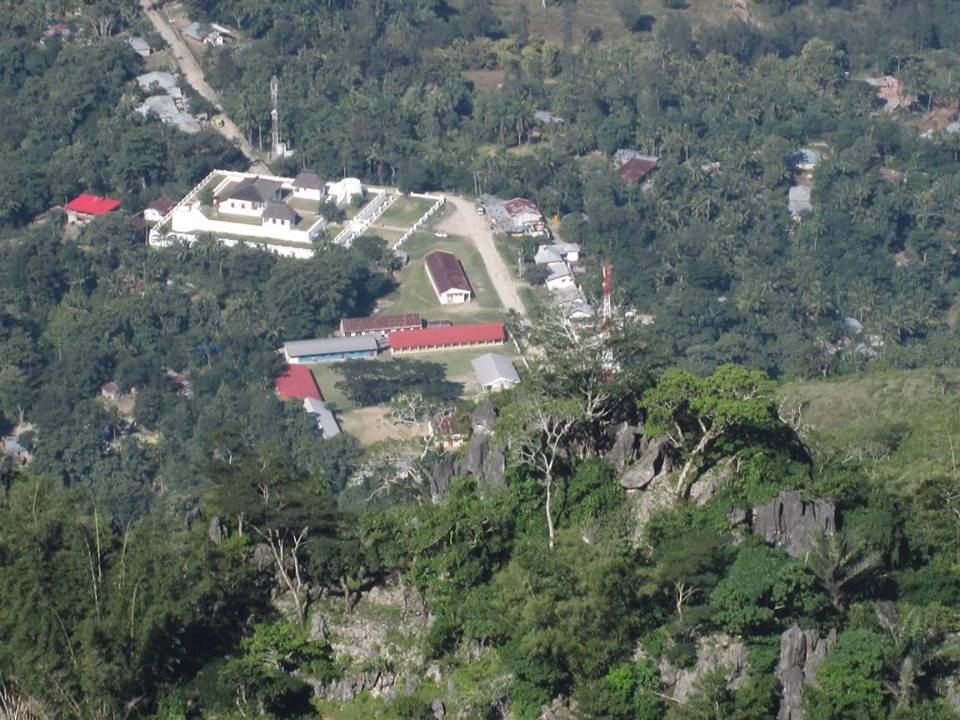
Luftbild